# Чили на летних Олимпийских играх 1964
Чили принимала участие в летних Олимпийских играх 1964 года в Токио (Япония) в одиннадцатый раз за свою историю, но не завоевала ни одной медали.

## Состав сборной
Сборная состояла из 14 спортсменов, только мужчин, которые соревновались в 6 видах спорта:
- бокс
- лёгкая атлетика
- конный спорт
- современное пятиборье
- стрельба
- фехтование.

Младшим участником сборной был 19-летний боксёр Марио Молина, старшим — 37-летний стрелок Роберто Убер. Знаменосцем был Акилес Глоффка.

## Результаты

### Бокс
Четыре чилийских боксёра: Марио Молина, Луис Суньига, Мисаэль Вилугрон и Гильермо Салинас участвовали в состязаниях (в разных весовых категориях), но не вышли в полуфиналы.. Лучший результат для сборной показал Гильермо Салинас, добравшись до четвертьфинала во втором среднем  весе (до 75 кг), где он проиграл итальянцу Франко Валле 0:5.

### Конный спорт

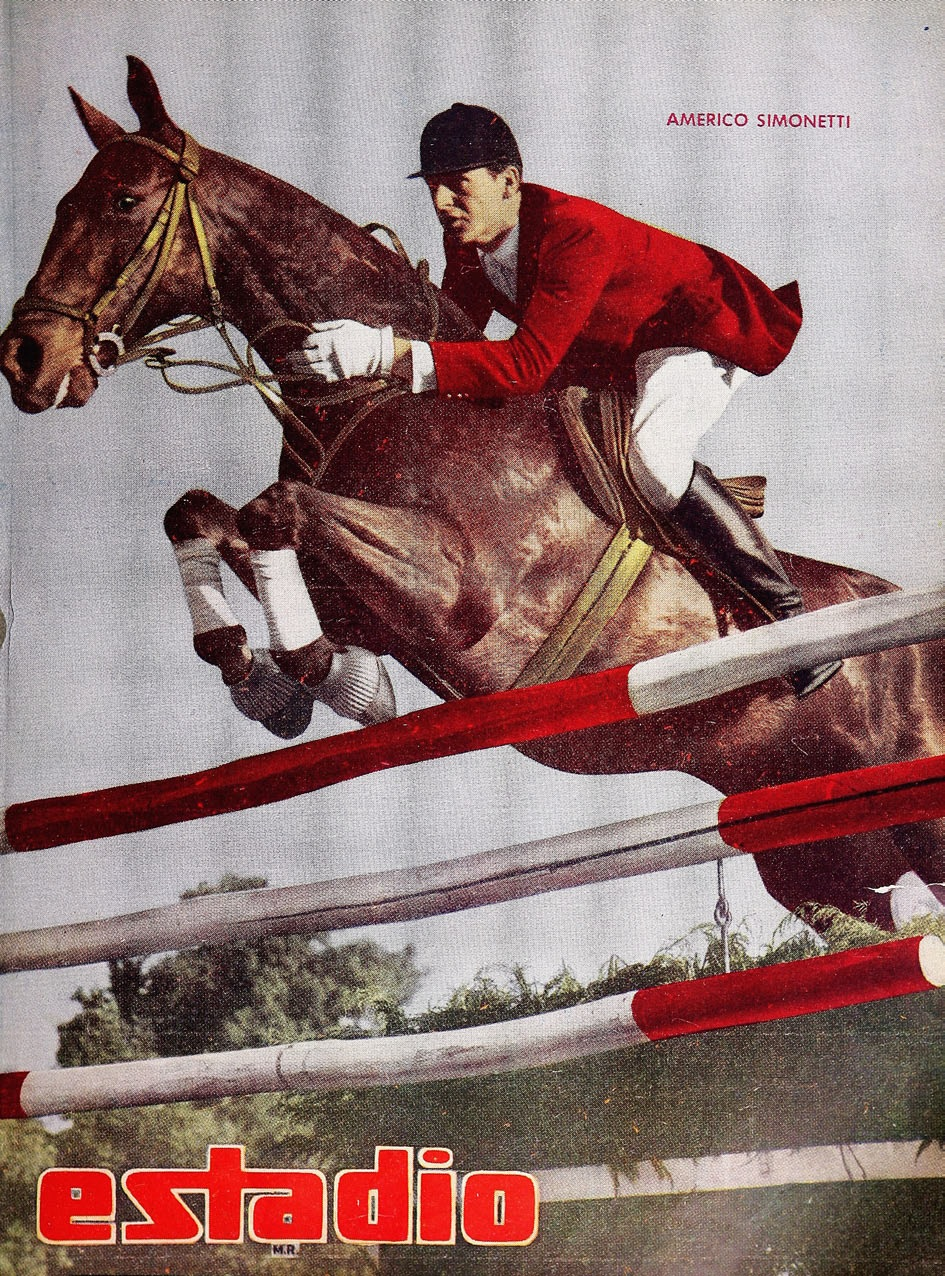
Америко Симонетти на обложке журнала «Estadio»

Чилиец Америко Симонетти на коне Траго Амарго (исп. Trago Amargo переводится примерно как Горький напиток) участвовал в конкуре и занял 29 место в личном первенстве.
| Спортсмен         | Соревнование             | 1 раунд | 2 раунд | Всего | Место |
| ----------------- | ------------------------ | ------- | ------- | ----- | ----- |
| Америко Симонетти | Конкур личное первенство | 32,25   | 20,00   | 52,25 | 29    |

### Современное пятиборье
С 11 по 15 октября прошли соревнования по современному пятиборью (только среди мужчин). В личном первенстве чилиец 	занял 31 место, набрав 4107 очков.

### Стрельба
Соревнования по стрельбе прошли в Токио с 15 по 17 октября.
Малокалиберная винтовка лёжа, 50 м
Роберто Юбер Фигероа занял 38 место, набрав 586 очков.
Трап
Хуан Энрике Лира занял 6 место, набрав 193 очка .
Гильберто Наварро занял 17 место, набрав 188 очков.

### Фехтование
Серхио Вергара, Серхио Хименес и Акилес Глоффка участвовали в индивидуальном первенстве шпажистов, но не прошли во второй отборочный тур. Состязания проходили 18 — 19 октября.
Результаты отборочного раунда
| Спортсмен      | Подгруппа | Победы | Поражения | Место в подгруппе |
| -------------- | --------- | ------ | --------- | ----------------- |
| Серхио Вергара | E         | 2      | 6         | 7                 |
| Серхио Хименес | G         | 2      | 5         | 7                 |
| Акилес Глоффка | H         | 1      | 6         | 7                 |